# Oropesa del Mar

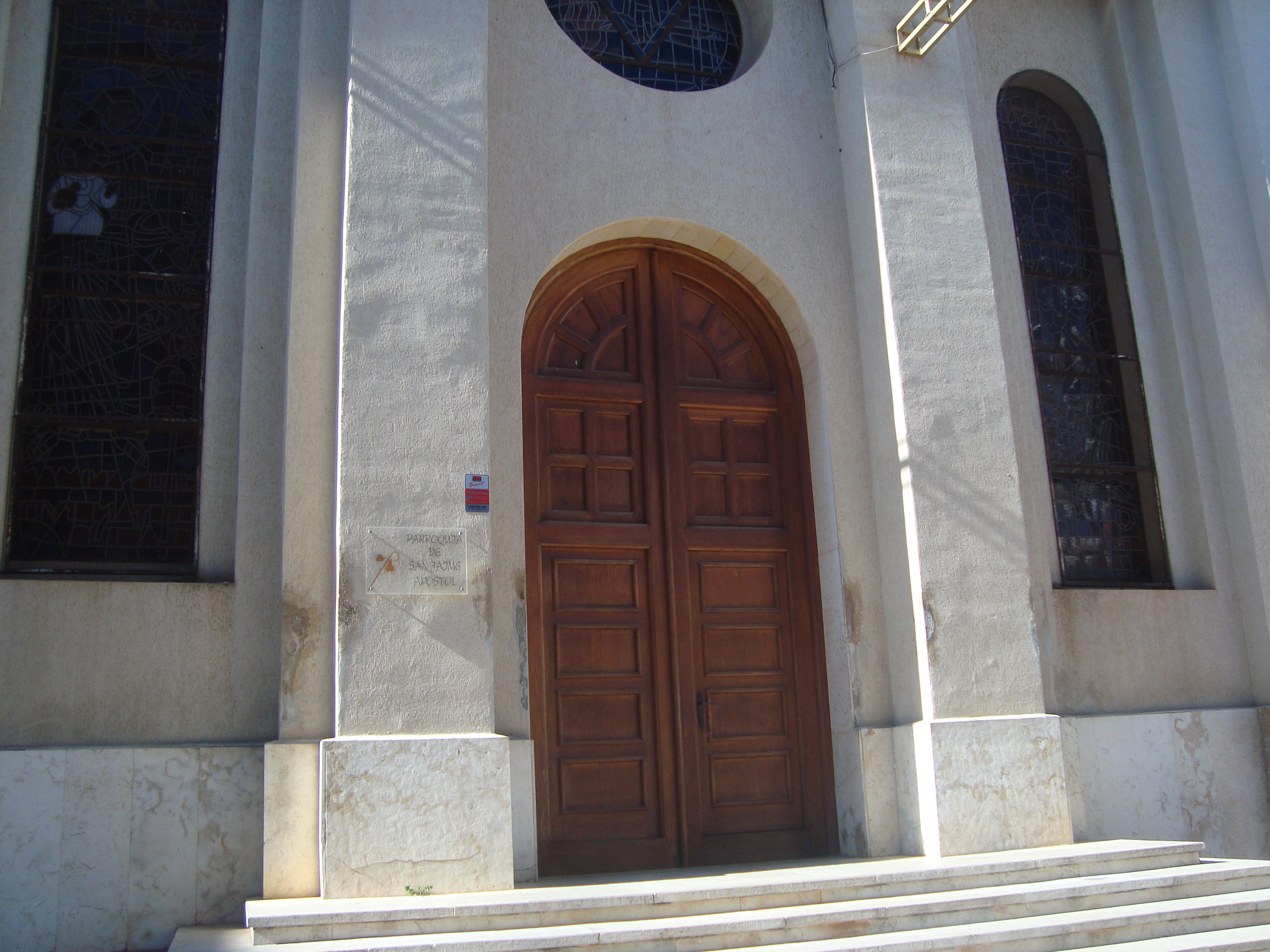
Iglesia parroquial de San Jaime, Orpesa- Oropesa del Mar

Oropesa del Mar in castigliano e Orpesa in valenciano, è un comune spagnolo di 4 287 abitanti situato nella comunità autonoma Valenciana.

## Altri progetti

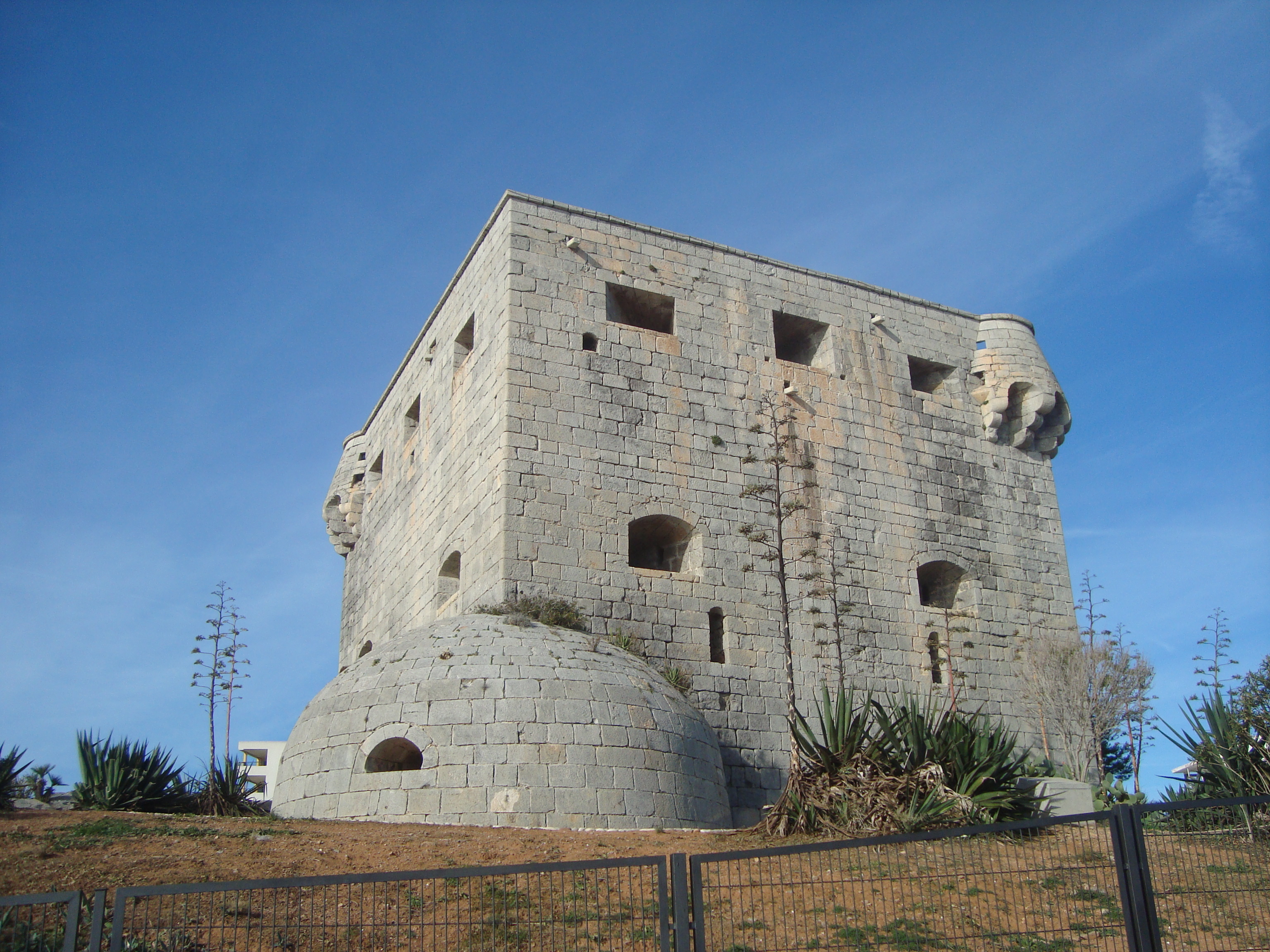
Torre del Rey (Orpesa-Oropesa del Mar)

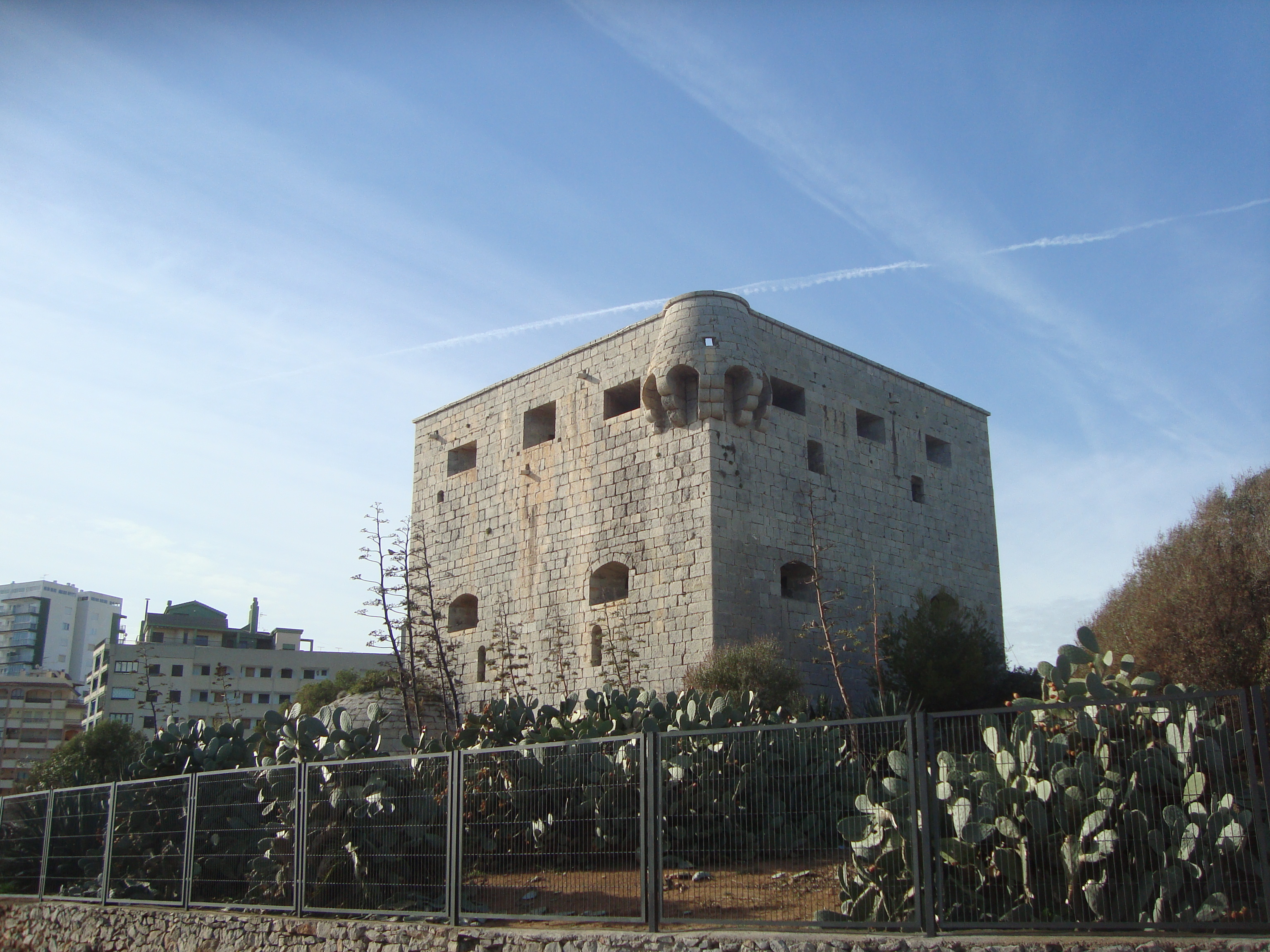
Torre del Rey (Orpesa-Oropesa del Mar)